# 유선 (거향후)
유선(劉宣, ? ~ 기원전 61년)은 전한 후기의 제후로, 진정열왕의 아들이다.

## 행적
원강 4년(기원전 62년), 거향후(遽鄕侯)에 봉해졌으나 이듬해에 죽었다. 후사를 남기지 못하고 작위가 폐지되었다.

## 출전
- 반고, 《한서》 권15하 왕자후표 下

| 선대 (첫 봉건) | 전한의 거향후 기원전 62년 3월 갑인일 ~ 기원전 61년 | 후대 (봉국 폐지) |